# Le Horps
Le Horps é uma comuna francesa na região administrativa da Pays de la Loire, no departamento de Mayenne. Estende-se por uma área de 23,27 km². Em 2010 a comuna tinha 750 habitantes (densidade: 32,2 hab./km²).